# Otinotus modicus
Otinotus modicus är en insektsart som beskrevs av Capener 1966. Otinotus modicus ingår i släktet Otinotus och familjen hornstritar. Inga underarter finns listade i Catalogue of Life.